# Amfreville-les-Champs (Eure)
Amfreville-les-Champs és un municipi francès situat al departament de l'Eure i a la regió de Normandia. L'any 2007 tenia 409 habitants.

## Demografia

### Població
El 2007 la població de fet d'Amfreville-les-Champs era de 409 persones. Hi havia 141 famílies, de les quals 19 eren unipersonals (8 homes vivint sols i 11 dones vivint soles), 46 parelles sense fills, 61 parelles amb fills i 15 famílies monoparentals amb fills.
La població ha evolucionat segons el següent gràfic:
Habitants censats

### Habitatges
El 2007 hi havia 160 habitatges, 143 eren l'habitatge principal de la família, 11 eren segones residències i 6 estaven desocupats. 155 eren cases i 3 eren apartaments. Dels 143 habitatges principals, 132 estaven ocupats pels seus propietaris, 10 estaven llogats i ocupats pels llogaters i 1 estava cedit a títol gratuït; 1 tenia una cambra, 6 en tenien dues, 18 en tenien tres, 47 en tenien quatre i 72 en tenien cinc o més. 126 habitatges disposaven pel capbaix d'una plaça de pàrquing. A 41 habitatges hi havia un automòbil i a 94 n'hi havia dos o més.

### Piràmide de població
La piràmide de població per edats i sexe el 2009 era:
| Homes | Edats   | Dones |
| ----- | ------- | ----- |
| 0     | 95 o +  | 0     |
| 0     | 90 a 94 | 0     |
| 4     | 85 a 89 | 4     |
| 0     | 80 a 84 | 0     |
| 0     | 75 a 79 | 8     |
| 0     | 70 a 74 | 0     |
| 8     | 65 a 69 | 12    |
| 8     | 60 a 64 | 8     |
| 4     | 55 a 59 | 4     |
| 8     | 50 a 54 | 4     |
| 16    | 45 a 49 | 16    |
| 8     | 40 a 44 | 8     |
| 28    | 35 a 39 | 16    |
| 12    | 30 a 34 | 16    |
| 20    | 25 a 29 | 16    |
| 8     | 20 a 24 | 8     |
| 8     | 15 a 19 | 8     |
| 12    | 10 a 14 | 0     |
| 4     | 5 a 9   | 20    |
| 8     | 0 a 4   | 8     |

## Economia
El 2007 la població en edat de treballar era de 259 persones, 210 eren actives i 49 eren inactives. De les 210 persones actives 198 estaven ocupades (104 homes i 94 dones) i 13 estaven aturades (5 homes i 8 dones). De les 49 persones inactives 15 estaven jubilades, 22 estaven estudiant i 12 estaven classificades com a «altres inactius».

### Ingressos
El 2009 a Amfreville-les-Champs hi havia 147 unitats fiscals que integraven 415 persones, la mediana anual d'ingressos fiscals per persona era de 20.746 €.

### Activitats econòmiques
Dels 6 establiments que hi havia el 2007, 4 eren d'empreses de construcció, 1 d'una empresa de comerç i reparació d'automòbils i 1 d'una empresa de serveis.
Els 2 serveis als particulars que hi havia el 2009 eren lampisteries.
L'any 2000 a Amfreville-les-Champs hi havia 6 explotacions agrícoles que ocupaven un total de 213 hectàrees.

## Poblacions més properes
El següent diagrama mostra les poblacions més properes.